# Smallanthus fruticosus
Smallanthus fruticosus es una especie de planta fanerógama del género Smallanthus perteneciente a la familia de las asteráceas. Es originaria de Sudamérica.

## Propiedades
P. fruticosa contiene la flavona citotóxica  centaureidin y la flavanona sakuranetin.

## Taxonomía
Smallanthus fruticosus fue descrita por (Benth.) H.Rob. y publicado en Phytologia 39: 49. 1978.
Etimología
Smallanthus: nombre genérico que fue otorgado en honor del botánico estadounidense John Kunkel Small (1869-1938) más el sufijo anthus = "flor".
fruticosus: epíteto latíno que significa "arbustivo".
Sinonimia
- Polymnia arborea Hieron.
- Polymnia fruticosa Benth.
- Smallanthus fruticosa (Benth.) H. Rob.[7]